# 郑綮
郑綮（9世纪—899年），字蕴武，中国唐朝官员，唐昭宗乾宁元年（894年）短暂拜为宰相。他以作歇后语诗讽刺政局打动唐昭宗闻名，这导致他即使忧虑不安仍被短期拜为宰相。

## 家世
郑綮家世不详，未被列入《新唐书·宰相世系表》。中进士后，历任监察御史、殿中侍御史、仓部员外郎，唐僖宗乾符二年（875年）六月改为户部员外郎，又历任金部郎中、刑部郎中、右司郎中。
虽然这些朝廷官职都能带来声望，却没有足够的薪水。郑綮因家贫，请求离开京城长安去做地方官，于是被出为庐州刺史。乾符年间，他捕获为盗的杨行愍，认为其相貌异于常人，说：“你将要富贵，为何做贼？”松绑放了他，后又用为本州步奏官，也曾因其有过失而笞责他。广明元年（880年），大规模农民变军黄巢北进，郑綮给黄巢写文牒，请求不犯自己地界。黄巢笑而从之，于是唯独没有冒犯庐州。唐僖宗嘉奖他，赐他绯鱼袋。离任时，他积蓄了钱一千缗，寄放在庐州库内。后来庐州数次失陷，乱军也不劫掠这笔钱。杨行愍任刺史后，将这笔钱送到京师还给了郑綮。
郑綮善于写诗，多讽刺时事，不着格调，被时人号为“郑五歇后体”。刚从庐州离任时，他和庐州人告别，说：“唯有两行公廨泪，一时洒向渡头风。”他的滑稽大概如此。
王徽任御史大夫时，奏郑綮为兵部郎中、知御史台杂事，迁给事中，赐金紫。僖宗任宰相杜让能弟杜弘徽为中书舍人。郑綮封还诏书，称兄弟互相监督是不妥的。僖宗无视其反对，于是郑綮称病辞职。
不久，郑綮被召还为右散骑常侍。他每看到朝政有问题，就上表章理论。他的建议虽然多不被受理，但流传京城。执政官员厌恶他，改任他为国子祭酒。时人以为他因进谏而被迁散官，执政官员害怕议论，又复任他为右散骑常侍。

## 拜相及之后
唐昭宗大顺后，皇权不振。当时郑綮作诗讽刺朝政，有宦官在昭宗面前背诵，昭宗因而注意到郑綮的诗，读到诗中攻击朝政的内容，认为有未尽的内涵。当时杨行愍已改名杨行密，为淮南节度使，也盛称郑綮之德。昭宗就于乾宁元年二月趁有司献上朝官名册时，在名册之侧写下任当时为朝议大夫、守右散骑常侍、上柱国、荥阳县男的郑綮为礼部侍郎，加宰相衔同中书门下平章事。中书省胥吏去郑綮家参谒，郑綮不以为然，笑着说：“诸君大误，就算天下人都不识字，宰相也轮不到郑五来做。”胥吏说：“出自圣旨特恩，明天诏书就下达了。”郑綮抵住胥吏的手说：“万一如此，会笑死人的。”次日诏书果然下达，亲朋宾客来道贺，郑綮搔着头说：“写歇后语的郑五做宰相，可知时事如何了。”屡次上表辞让，不获准，于是不得不上任宰相。内外都震惊了。
郑綮拜相后，刚直履职，不再作诙谐语。但他一直觉得自己不是大众所期望的宰相，仍然请求引退。曾有人问他是否有新的诗作，他答：“诗思在灞桥风雪驴子上，此处何以得之？”拜相三月有余，称病请求致仕，于是在七月获诏以太子少保致仕。光化二年（899年）卒。
侄孙郑珏。

## 评价
当时的议论认为昭宗任命的宰相中，对张濬、朱朴、郑綮的任命是尤其错误的。
- 《旧唐书》史臣曰：逐徐（徐彦若）、薛（薛王李知柔）于瘴海，置綮、朴于岩廊。[3]
- 《新唐书》赞曰：观綮、朴辈不次而用，捭豚臑，拒貙牙（都指拒绝贤能的辅臣），趣亡而已。[4]